# 엑스라샤펠 조약 (1668년)

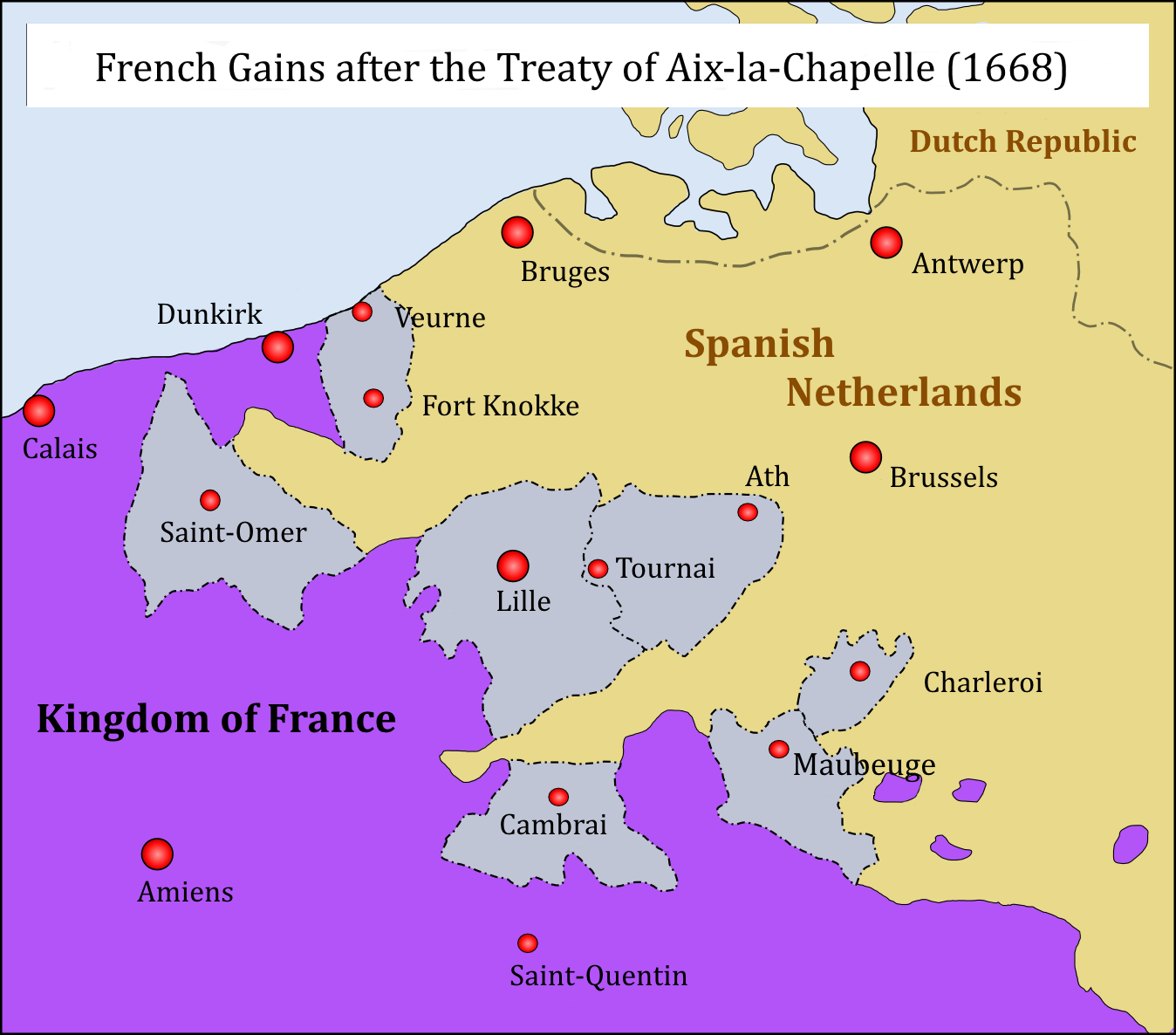
1668년 엑스라샤펠 조약에 따라 프랑스가 획득한 영토

엑스라샤펠 조약은 1668년 5월 2일 아헨(Aachen, 프랑스어: Aix-la-Chapelle 엑스라샤펠[*])에서 체결된 평화 조약이다.
이 조약은 프랑스와 스페인 사이에서 일어난 상속 전쟁을 종식시키기 위한 차원에서 체결되었다. 상속 전쟁에서 스페인을 지원하기 위해 삼국 동맹을 결성한 잉글랜드 왕국, 네덜란드 공화국, 스웨덴의 중재를 통해 조약이 형성되었으며 프랑스와 스페인이 조약을 체결했다.
이 조약에 따라 프랑스는 아르망티에르(Armentières), 베르그(Bergues), 샤를루아(Charleroi), 코르트레이크(Kortrijk), 두에(Douai), 푀르너(Veurne), 릴(Lille), 아우데나르더(Oudenaarde), 투르네(Tournai)를 획득하는 대신 상속 전쟁 중에 점령한 프랑슈콩테를 스페인에 반환했다.

## 같이 보기
- 엑스라샤펠 조약 (1748년)